# Neutrino do tau
O neutrino do tau (
ν
τ) é o último de um grupo de três neutrinos. Ele forma, junto com o tau, a terceira geração física de léptons. Sua existência foi teorizada imediatamente após a detecção da partícula tau numa série de experimentos entre os anos de 1974 e 1977 por Martin Lewis Perl no Centro de Aceleração Linear de Stanford. A descoberta do neutrino do tau foi anunciada em julho de 2000 pelo DONUT.

## Descoberta
O experimento DONUT (que é um acrônimo para Direct Observation of the Nu Tau – Observação direta do neutrino do tau) do Fermilab foi construído durante a década de 1990 especificamente para detectar esta partícula. O esforço foi recompensado em julho de 2000, quando os colaboradores do DONUT reportaram sua detecção.